# Parochlus brassianus
Parochlus brassianus är en tvåvingeart som beskrevs av Lars Zakarias Brundin 1966. Parochlus brassianus ingår i släktet Parochlus och familjen fjädermyggor.
Artens utbredningsområde är Tasmanien. Inga underarter finns listade i Catalogue of Life.